# 8. Sinfonie (Beethoven)

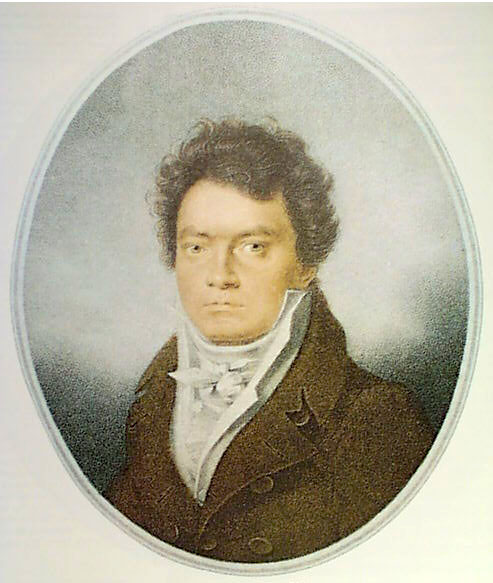
Beethoven-Porträt von Louis Letronne aus dem Jahr 1814 (zwei Jahre nach Entstehung der 8. Sinfonie).

Beethovens Sinfonie Nr. 8 in F-Dur, op. 93 entstand in den Jahren 1811 und 1812 und erschien unmittelbar nach der 7. Sinfonie.

## Entstehung
Ein direkt nach der siebten Sinfonie in Angriff genommenes Klavierkonzert-Projekt hatte Beethoven aufgegeben; Material daraus floss in die 8. Sinfonie ein.
Unter anderem während seines Kuraufenthaltes in Teplitz, wo er seinen berühmten, möglicherweise nie abgeschickten Brief an die Unsterbliche Geliebte schrieb, arbeitete Beethoven an der Sinfonie.
Sein Sekretär und späterer Biograf Anton Felix Schindler behauptete in seiner Beethoven-Biografie von 1860, das von Johann Nepomuk Mälzel erfundene Metronom sei Inspiration für den gleichmäßigen Takt des zweiten Satzes gewesen. Demnach wäre der zweite Satz aus einem Kanon entstanden, den Beethoven zu Mälzels Abschied vor dessen bevorstehender Reise nach England komponiert hatte. Einige Umstände (beispielsweise, dass Mälzels Reise erst 1813 stattfand und das Metronom in seiner bekannten Form erst 1815 gebaut wurde) wecken jedoch Zweifel an Schindlers Darstellung. Der Musikwissenschaftler Stanley Howell hält den Kanon selbst für eine Fälschung Schindlers.

## Orchesterbesetzung
2 Flöten, 2 Oboen, 2 Klarinetten, 2 Fagotte, 2 Hörner, 2 Trompeten, Pauken, I. Violine, II. Violine, Viola, Violoncello, Kontrabass

## Satzbezeichnungen
1. Allegro vivace e con brio
2. Allegretto scherzando
3. Tempo di Menuetto
4. Allegro vivace

| Takt       | Abschnitt    | Inhalt                  |
| ---------- | ------------ | ----------------------- |
| 1–103      | Exposition   |                         |
| 1–12       |              | Thema I, Teil A         |
| 13–37      |              | Thema I, Teil B         |
| 37–51      |              | Thema II                |
| 52–70      |              | Überleitung             |
| 70–72      |              | Thema III, Teil A       |
| 73–79      |              | Thema III, Teil B       |
| 80–90      |              | Thema III, Wiederholung |
| 90–103/104 |              | Schlussgruppe           |
| 105–197    | Durchführung |                         |
| 198–289    | Reprise      | Thema I, Teil A1        |
| 203        |              | Thema I, Teil A2        |
| 234        |              | Thema II                |
| 267        |              | Thema III, Teil A       |
| 270        |              | Thema III, Teil B       |
| 290–373    | Coda         |                         |

## Zur Musik
Die 8. Sinfonie ist durch besondere Heiterkeit und Lebensfreude gekennzeichnet. Unter dieser heiteren Oberfläche offenbart v. a. das „Allegretto scherzando“ im Spiel mit Konventionen der damaligen Zeit eigentümliche musikalische Wendungen. So eröffnet ein instabiler Quartsextakkord, dessen Grundton durch Instrumentation enorm geschwächt wird, diesen Satz. Auch aus diesem Grund fehlt der übliche langsame zweite Satz. Stattdessen kommen ein Allegretto scherzando und ein Tempo di Menuetto vor, die in der klassischen Sinfonie alternativ als dritter Satz verwendet werden.
Die von der Tempobezeichnung „Menuett“ des dritten Satzes suggerierte Gemütlichkeit wird bis hin zur Ironie übersteigert.

## Wirkung
Die Uraufführung fand am 27. Februar 1814 in einer von Beethoven organisierten „Akademie“ im großen Redoutensaal zu Wien statt.
Beethoven selbst hat sie die „Kleine F-Dur“ (in Hinblick auf die andere F-Dur-Sinfonie, die sechste, Pastorale) genannt. Damit hat er offenbar die Länge, nicht aber seine Wertschätzung gemeint. Bei der Uraufführung fand sie nicht den Anklang wie die 7. Sinfonie. Nach Bericht von Beethovens Schüler Carl Czerny kommentierte dies Beethoven zu seiner 8. Sinfonie ärgerlich, „weil sie viel besser ist“.
Die Allgemeine musikalische Zeitung schrieb über die Aufführung der Sinfonie, während der auch die 7. Sinfonie, ein Terzett und „Wellingtons Sieg“ erklangen:

„Die grösste Aufmerksamkeit der Zuhörer schien auf dies neueste Product der B.schen Muse gerichtet zu seyn, und alles war in gespanntester Erwartung; doch wurde diese, nach einmaligem Anhören, nicht von jenem Enthusiasmus begleitet, wodurch ein Werk ausgezeichnet wird, welches allgemein gefällt: kurz, sie machte – wie die Italiener sagen – keine Furore. Ref. ist der Meynung, die Ursache liege keineswegs in einer schwächeren oder weniger kunstvollen Bearbeitung; (denn auch hier, wie in allen B.schen Werken dieser Gattung, athmet jener eigenthümliche Geist, wodurch sich seine Originalität stets behauptet:) sondern, theils in der nicht genung überlegten Berechnung, diese Symphonie der in A dur nachfolgen zu lassen, theils in der Uebersättigung von schon so vielem genossenen Schönen und Trefflichen, wodurch natürlich eine Abspannung die Folge seyn muss. Wird diese Symphonie in Zukunft allein gegeben, so zweifeln wir keineswegs an dem günstigen Erfolge.“

Wie der Musikwissenschaftler Harry Goldschmidt es formulierte, ist die Sinfonie „vielverkannt, weil viel zu vordergründig verstanden“.